# Pussigny
Pussigny est une commune française du département d'Indre-et-Loire, en région Centre-Val de Loire.
Ses habitants sont appelés les Pussinois et Pussinoises.

## Géographie
|                  | Ports-sur-Vienne  |                                       |
| Marigny-Marmande | Pussigny          | Port-de-Piles Vienne Les Ormes Vienne |
|                  | Antogny-le-Tillac |                                       |

### Hydrographie

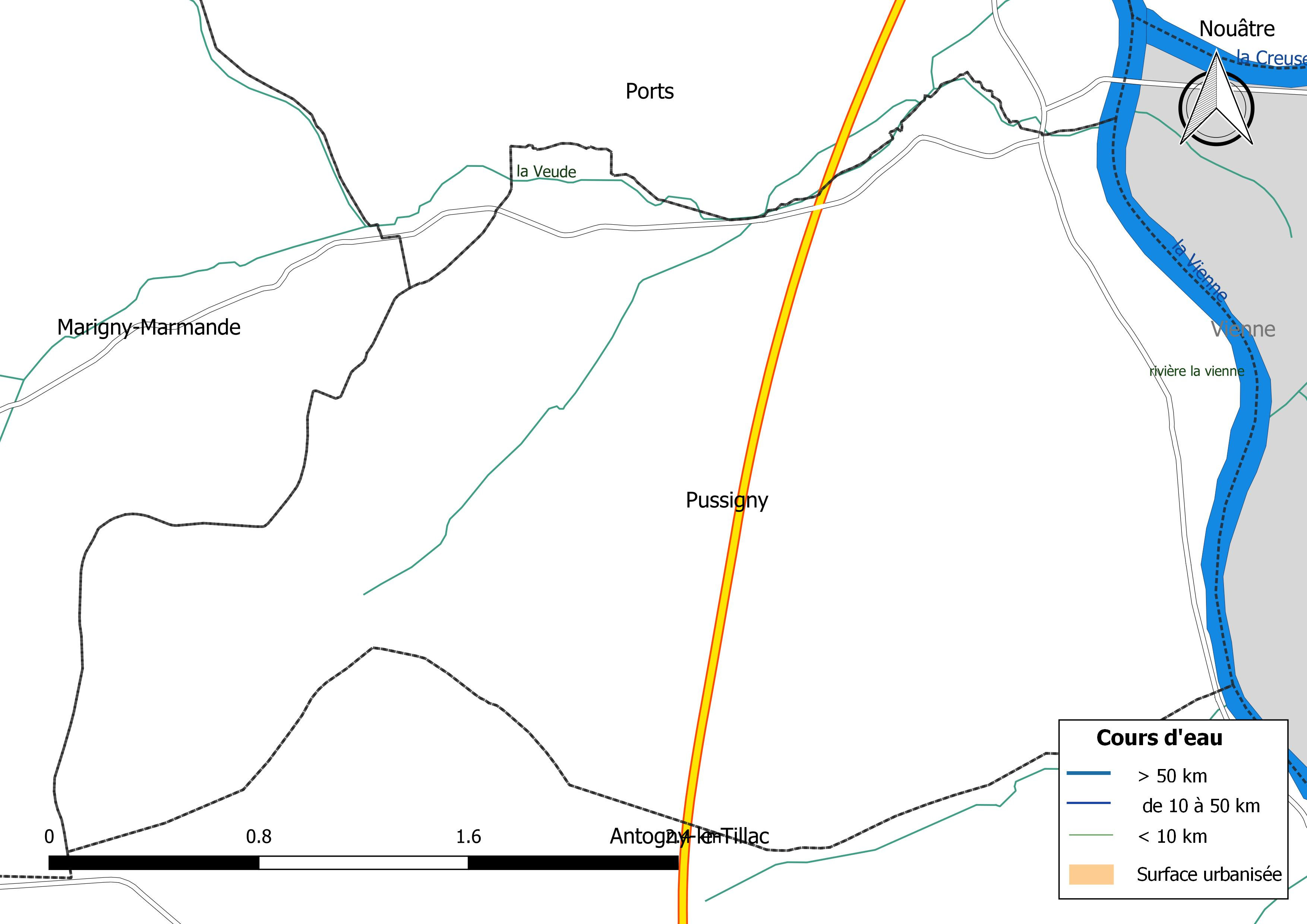
Réseau hydrographique de Pussigny.

La commune est bordée sur son flanc est par la Vienne (2,379 km). Le réseau hydrographique communal, d'une longueur totale de 6,36 km, comprend également quatre petits cours d'eau dont la Veude (1,794 km),.
La Vienne, d'une longueur totale de 363,3 km, prend sa source sur le plateau de Millevaches, dans la Creuse, à une altitude comprise entre 860 et 895 m et se jette  dans la Loire à Candes-Saint-Martin, à 30 m d'altitude, après avoir traversé 96 communes. La station de Nouâtre permet de caractériser les paramètres hydrométriques de la Vienne. Le débit mensuel moyen (calculé sur 61 ans pour cette station) varie de 60 m3/s au mois d'août  à 355 m3/s au mois de février. Le débit instantané maximal observé sur cette station est de 2 480 m3/s le 1er janvier 1962, la hauteur maximale relevée a été de 8,61 m le 8 janvier 1962,.
Sur le plan piscicole, la Vienne est classée en deuxième catégorie piscicole. Le groupe biologique dominant est constitué essentiellement de poissons blancs (cyprinidés) et de carnassiers (brochet, sandre et perche).
Une zone humide a été répertoriée sur la commune par la direction départementale des territoires (DDT) et le Conseil départemental d'Indre-et-Loire : « la vallée de la Veude de Grisay à l'A10 »,.

### Climat
Pour des articles plus généraux, voir Climat du Centre-Val de Loire et Climat d'Indre-et-Loire.
En 2010, le climat de la commune est de type climat océanique altéré, selon une étude du CNRS s'appuyant sur une série de données couvrant la période 1971-2000. En 2020, Météo-France publie une typologie des climats de la France métropolitaine dans laquelle la commune est toujours exposée à un climat océanique altéré et est dans une zone de transition entre les régions climatiques « Moyenne vallée de la Loire » et « Poitou-Charentes ». 
Pour la période 1971-2000, la température annuelle moyenne est de 11,8 °C, avec une amplitude thermique annuelle de 14,7 °C. Le cumul annuel moyen de précipitations est de 675 mm, avec 10,4 jours de précipitations en janvier et 6,4 jours en juillet. Pour la période 1991-2020, la température moyenne annuelle observée sur la station météorologique de Météo-France la plus proche, sur la commune de Courcoué à 14 km à vol d'oiseau, est de 12,5 °C et le cumul annuel moyen de précipitations est de 688,4 mm,. Pour l'avenir, les paramètres climatiques de la commune estimés pour 2050 selon différents scénarios d'émission de gaz à effet de serre sont consultables sur un site dédié publié par Météo-France en novembre 2022.

## Urbanisme

### Typologie
Au 1er janvier 2024, Pussigny est catégorisée commune rurale à habitat très dispersé, selon la nouvelle grille communale de densité à sept niveaux définie par l'Insee en 2022.
Elle est située hors unité urbaine et hors attraction des villes,.

### Occupation des sols
L'occupation des sols de la commune, telle qu'elle ressort de la base de données européenne d’occupation biophysique des sols Corine Land Cover (CLC), est marquée par l'importance des territoires agricoles (89 % en 2018), en diminution par rapport à 1990 (95 %). La répartition détaillée en 2018 est la suivante : 
terres arables (77,4 %), zones agricoles hétérogènes (11,5 %), zones industrielles ou commerciales et réseaux de communication (6 %), forêts (3,6 %), eaux continentales (1,4 %). L'évolution de l’occupation des sols de la commune et de ses infrastructures peut être observée sur les différentes représentations cartographiques du territoire : la carte de Cassini (XVIIIe siècle), la carte d'état-major (1820-1866) et les cartes ou photos aériennes de l'IGN pour la période actuelle (1950 à aujourd'hui).

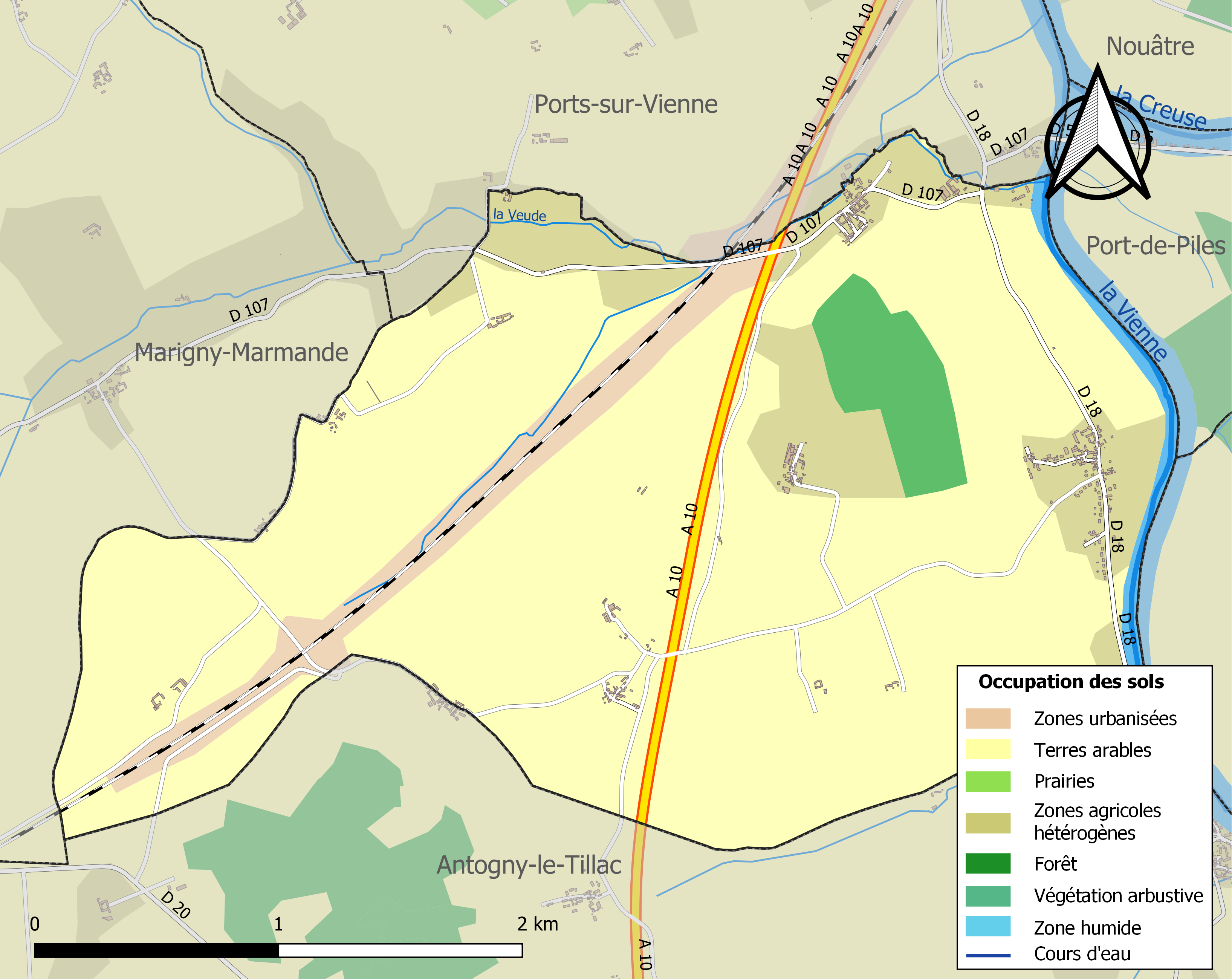
Carte des infrastructures et de l'occupation des sols de la commune en 2018 (CLC).

### Risques majeurs
Le territoire de la commune de Pussigny est vulnérable à différents aléas naturels : météorologiques (tempête, orage, neige, grand froid, canicule ou sécheresse), inondations et séisme (sismicité modérée). Un site publié par le BRGM permet d'évaluer simplement et rapidement les risques d'un bien localisé soit par son adresse soit par le numéro de sa parcelle.
Certaines parties du territoire communal sont susceptibles d’être affectées par le risque d’inondation par débordement de cours d'eau, notamment la Vienne. La commune a été reconnue en état de catastrophe naturelle au titre des dommages causés par les inondations et coulées de boue survenues en 1982, 1999 et 2003,.

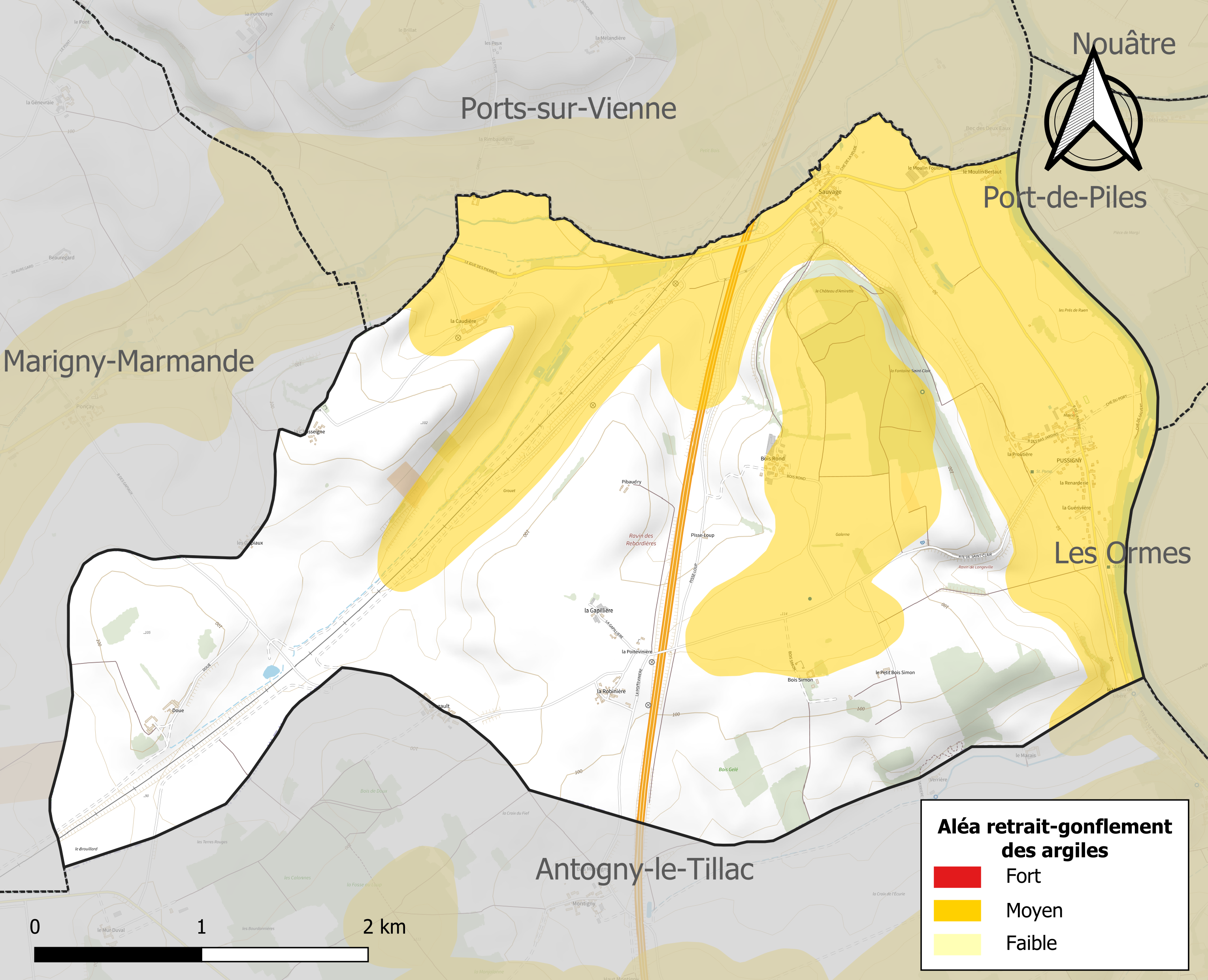
Carte des zones d'aléa retrait-gonflement des sols argileux de Pussigny.

Le retrait-gonflement des sols argileux est susceptible d'engendrer des dommages importants aux bâtiments en cas d’alternance de périodes de sécheresse et de pluie. 44,6 % de la superficie communale est en aléa moyen ou fort (90,2 % au niveau départemental et 48,5 % au niveau national). Sur les 120 bâtiments dénombrés sur la commune en 2019, 96 sont en aléa moyen ou fort, soit 80 %, à comparer aux 91 % au niveau départemental et 54 % au niveau national. Une cartographie de l'exposition du territoire national au retrait gonflement des sols argileux est disponible sur le site du BRGM,.
Concernant les mouvements de terrains, la commune a été reconnue en état de catastrophe naturelle au titre des dommages causés par des mouvements de terrain en 1999.

## Politique et administration
| Période                                  | Période   | Identité             | Étiquette | Qualité                     |
| ---------------------------------------- | --------- | -------------------- | --------- | --------------------------- |
| mars 2001                                | mars 2007 | Thierry Loison       |           |                             |
| mars 2007                                | mai 2020  | Mme Dominique Brunet | DVG       | Retraitée de l'enseignement |
| mai 2020                                 | En cours  | Alain Dubois         |           |                             |
| Les données manquantes sont à compléter. |           |                      |           |                             |

## Démographie
L'évolution du nombre d'habitants est connue à travers les recensements de la population effectués dans la commune depuis 1793. Pour les communes de moins de 10 000 habitants, une enquête de recensement portant sur toute la population est réalisée tous les cinq ans, les populations de référence des années intermédiaires étant quant à elles estimées par interpolation ou extrapolation. Pour la commune, le premier recensement exhaustif entrant dans le cadre du nouveau dispositif a été réalisé en 2006.

En 2022, la commune comptait 160 habitants, en évolution de −5,33 % par rapport à 2016 (Indre-et-Loire : +1,67 %, France hors Mayotte : +2,11 %).
| 1793 | 1800 | 1806 | 1821 | 1831 | 1836 | 1841 | 1846 | 1851 |
| ---- | ---- | ---- | ---- | ---- | ---- | ---- | ---- | ---- |
| 306  | 250  | 249  | 297  | 305  | 352  | 330  | 349  | 319  |

| 1856 | 1861 | 1866 | 1872 | 1876 | 1881 | 1886 | 1891 | 1896 |
| ---- | ---- | ---- | ---- | ---- | ---- | ---- | ---- | ---- |
| 342  | 334  | 320  | 275  | 322  | 306  | 311  | 311  | 290  |

| 1901 | 1906 | 1911 | 1921 | 1926 | 1931 | 1936 | 1946 | 1954 |
| ---- | ---- | ---- | ---- | ---- | ---- | ---- | ---- | ---- |
| 290  | 278  | 277  | 292  | 300  | 273  | 260  | 244  | 247  |

| 1962 | 1968 | 1975 | 1982 | 1990 | 1999 | 2006 | 2011 | 2016 |
| ---- | ---- | ---- | ---- | ---- | ---- | ---- | ---- | ---- |
| 241  | 209  | 171  | 160  | 162  | 184  | 195  | 185  | 169  |

| 2021 | 2022 | - | - | - | - | - | - | - |
| ---- | ---- | - | - | - | - | - | - | - |
| 162  | 160  | - | - | - | - | - | - | - |

## Culture locale et patrimoine

### Lieux et monuments

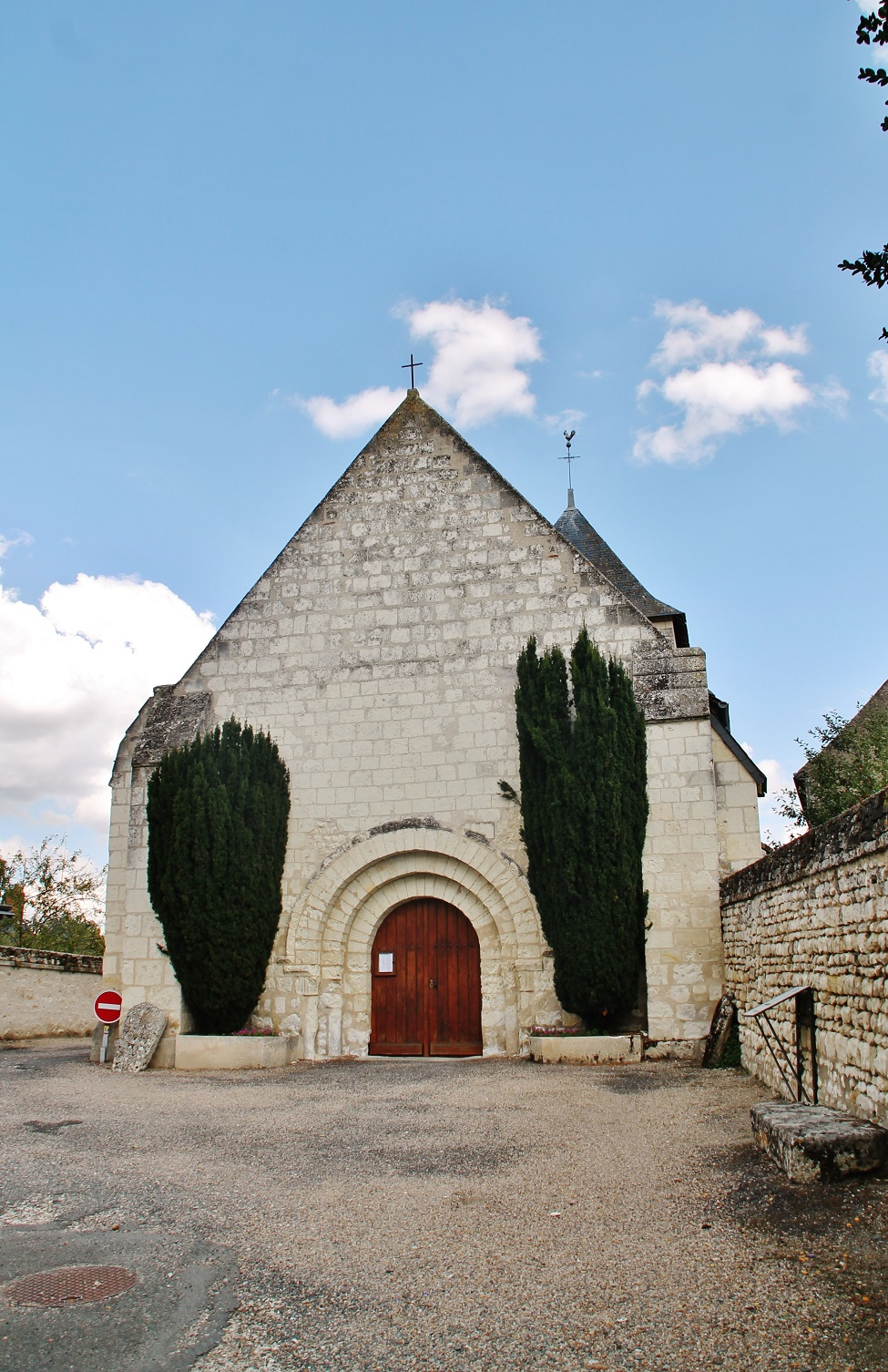
L'église Saint-Clair de Pussigny

Dolmen dit la Pierre Levée ou Dolmen de Doulx. Ce mégalithe a été classé Monument Historique par arrêté du 29 octobre 1945, sous le numéro PA00097930 de la base Mérimée. Il atteste l'occupation du territoire de la commune dès la Préhistoire. Il figure sous le nouveau blason de la commune.
Église Saint-Clair, XIIe, XVIIIe siècles.
En 1063, Archambaud, fils de Thibaud, donne aux moines de l'abbaye de Noyers tout ce qu’il possède en l'église de Pussigny.
Église rebâtie au XIIe siècle et modifiée au XVIIIe siècle.
L'église Saint-Clair de Pussigny est inscrite sur l’inventaire supplémentaire des Monuments Historiques : arrêté du 6 mars 1947.

### Festival des grands formats: les Pussifolies
Depuis 2008, la commune de Pussigny organise un festival de peinture : Les Pussifolies. Le deuxième dimanche du mois de juin, trente artistes accomplissent trente toiles grand format (4m x 2m) en une journée. La journée est complétée par des animations, des expositions d'artisanat et des spectacles.
Quatre prix sont décernés à la fin de la journée : le prix du public ainsi que trois prix remis par un jury composé d'artistes, de critiques d'art et d'acteurs locaux du monde de la culture.

## Héraldique
| Blason de Pussigny | Blason  | D'azur au dolmen d'or surmonté d'une volute de crosse du même; à la bordure componée d'argent et de gueules. |
| Blason de Pussigny | Détails | Création Jean-François Binon. Adopté le 30 janvier 2019.                                                     |